# Opsilia coerulescens
Opsilia coerulescens је врста инсекта из реда тврдокрилаца (Coleoptera) и породице стрижибуба (Cerambycidae). Сврстана је у потпородицу Lamiinae.

## Распрострањеност и станиште
Врста је распрострањена на подручју Европе, Блиског истока и северне Африке. У Србији се често среће на топлим застепљеним ливадама.

## Опис
Тело је црно а покривено густим приљубљеним длачицама чија боја веома варира. Могу бити модрозелене, жутозелене или сиве боје. Глава, пронотум, база покрилаца, доња страна тела и бедра покривени су густим и дугим длакама. На пронотуму су три широке, слабо изражене уздужне врпце које су густо, светло томентиране, као и скутелум. Пронотум је четвртаст. Чељусти имају двозуби врх. Дужина тела је од 6 до 14 mm.
- профил
- доња страна тела
- пронотум - три уздужне врпце

## Биологија
Животни циклус траје годину дана. Ларве се развијају у стабљикама и корену зељастих биљака, а адулти се налазе на стабљикама, листовима и цветовима. Као биљка домаћин јављају се врсте из родова Echium, Cerinthe, Cynoglossum, Anchusa, Symphytum, Lithospermum, Lappula, Lycopsis итд. Одрасле јединке се срећу од априла до јула.

## Галерија
- одрасла јединка
- парење
- одрасла јединка

## Синоними
- Phytoecia caerulescens (Scopoli, 1763)
- Leptura caerulescens Scopoli, 1763
- Phytoecia (Opsilia) caerulescens (Scopoli, 1763)